# Hantay

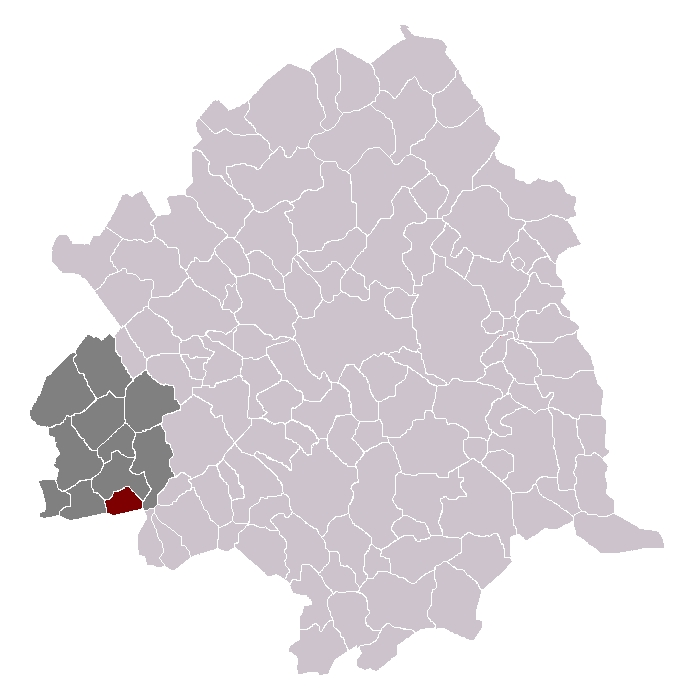
Ubicació de Hantay dins del cantó i el districte

Hantay és un municipi francès, situat a la regió dels Alts de França, al departament del Nord. L'any 2006 tenia 962 habitants. Limita al nord amb Marquillies, a l'est amb Salomé i al sud amb Billy-Berclau.

## Demografia
| 1962                                       | 1968 | 1975 | 1982 | 1990 | 1999 | 2006 |
| ------------------------------------------ | ---- | ---- | ---- | ---- | ---- | ---- |
| 432                                        | 447  | 390  | 519  | 721  | 885  | 962  |
| Des de 1962: població sense dobles comptes |      |      |      |      |      |      |

## Administració
| Període | Identitat     | Partit |
| ------- | ------------- | ------ |
| 2001-   | Désirée Duhem | PS     |